# Pterocomma henanense
Pterocomma henanense är en insektsart. Pterocomma henanense ingår i släktet Pterocomma och familjen långrörsbladlöss. Inga underarter finns listade i Catalogue of Life.